# Déjà Vu (traducción)
Déjà Vu es una herramienta de traducción asistida por ordenador (TAO) creada por la empresa Atril. En este programa, el traductor debe introducir una memoria de traducción, un lexicón y una base de datos terminológica del texto para que Déjà Vu pueda mostrar coincidencias aproximadas al ensamblar pequeños segmentos y palabras. De esta manera, el programa efectúa una pre-traducción de aquellos segmentos y palabras que figuran en su base de datos y que aparecen más de una vez en el texto, ahorrando al traductor tiempo en el proceso de traducción y mejorando las calidad del trabajo en muchos casos.

## Historia
Desde sus inicios en 1993, Atril S.L. se ha comprometido no sólo a automatizar el proceso de traducción con la creación de un programa para aumentar la productividad, sino a proveer, a cualquier persona relacionada con el sector de la traducción, una herramienta para poder trabajar tan eficiente y efectivamente como sea posible. En 1994, Atril comercializó un sistema integrado de traducción con una herramienta de alineación de textos integrada, cuando hasta entonces los programas se vendían como productos individuales. Desde que Atril creó Déjà Vu, lo ha ido mejorando y publica actualizaciones del programa con cierta regularidad.

## Características
- Propagación de coincidencias
- Gestión de proyectos
- Administración de las terminologías
- Configuración de infinitas categorías y atributos
- Selección de idiomas
- Filtros de importación y exportación
- Uso de lexicón registrado para la traducción automática de palabras y sintagmas cortos
- Recuento automático de palabras y repeticiones
- Sistema de análisis de Microsoft Word
- Alineación múltiple de archivos para hacerlos servir en la memoria de traducción
- Integración del sistema de Google Translate (en Déjà Vu x2)
- Soporte técnico gratuito
- Cursos de aprendizaje para usuarios o posibles usuarios de Déjà Vu

## Formatos admitidos
Los formatos que admite el programa Déjà Vu a través de filtros son:
- Microsoft Word
- RTF
- Microsoft PowerPoint
- Microsoft Excel
- OpenOffice.org/StarOffice
- Microsoft Access
- ODBC-compliant data sources
- FrameMaker
- PageMaker
- QuarkXPress
- InDesign
- Interleaf/Quicksilver
- Plain Text
- Help Content (.cnt)
- HTML (including scripts and ASP)
- SGML/XML
- Java Properties
- RC
- C/C++/Java source files
- GNU gettext files
- IBM TranslationManager
- Trados Word/RTF
- Trados TagEditor
- TMX
- EBU subtitle files

## Documentación
Se puede descargar la documentación del programa en inglés desde el sitio web de Atril.

## Precios y licencias
Déjà Vu es un software de pago. Asimismo, sus actualizaciones también lo son. A continuación, se pueden ver algunos precios de productos ofrecidos en la web oficial de Atril en el año 2016.
- Déjà Vu X3 Professional: 420 €
- Déjà Vu X3 Workgroup: 1490 €
- Actualización de Déjà Vu X3 Professional a Déjà Vu X3 Workgroup: 1070 €
- Actualización de Déjà Vu X2 Professional a Déjà Vu X3 Professional: 295 €
- Actualización de Déjà Vu X2 Professional a Déjà Vu X3 Workgroup: 1365 €
- Actualización de Déjà Vu X2 Workgroup a Déjà Vu X3 Workgroup: 745 €

La empresa Atril ofrece una prueba gratuïta del producto Déjà Vu X3 durante 30 días.